# 桜会
桜会（さくらかい）とは、大日本帝国陸軍内部にかつて存在した派閥。

## 概要
1930年（昭和5年）9月、参謀本部の橋本欣五郎中佐、陸軍省の坂田義朗中佐、東京警備司令部の樋口季一郎中佐が発起人となり設立した。設立趣意書では、当時山積していた国内問題（政党の腐敗、国民の困窮、堕落した文化の蔓延など）を解決すべく、国家改造（革新主義）を目指す、とした。
メンバーには参謀本部や陸軍省の陸大出のエリート将校が集まり、影佐禎昭、和知鷹二、長勇、今井武夫、永井八津次などの「支那通」と呼ばれる佐官、尉官が多く、二十数名が参加していた。会員は翌1931年5月頃には100余名まで増加したが、内部は破壊派・建設派・中間派の三派があり、絶えず論争があったという。桜会の会合は毎月偕行社を利用していたが、やがて資金が豊富になると急進派は新橋桝田屋で美妓を侍らせておこなったので、のちの青年将校に”宴会派”と呼ばれるようになった。
橋本・長らを中心とした急進的なグループは、大川周明らと結んで昭和維新による急速な問題解決を策謀、1931年（昭和6年）3月、東京一円で騒擾をおこして、宇垣一成陸相への大命降下を目論む（三月事件）。宇垣の変心で露呈し橋本らは拘束、失敗に終わるが、厳罰に処されることはなく、事件は隠密に片づけられる。
同年9月、同じく革新主義を抱く一夕会の石原莞爾らが首謀して満洲事変が始まったのに呼応して、橋本らはまたしてもクーデターを決意。今度は一夕会の荒木貞夫を首班に擬していたが、荒木もまたクーデターに反対し、一同は憲兵隊に拘束される（十月事件）。
十月事件後に橋本らは地方転勤を命じられたことで桜会は強制的に解散させられる。その残党たちは清軍派という弱小派閥を形成したが、これと前後して荒木が陸相に就任、一夕会が陸軍中枢を握って社会の革新を主導することになったため、清軍派の出番はなかった。

## 主な会員
- 橋本欣五郎（発起者）[4]
- 坂田義朗（発起者）[4]
- 樋口季一郎（発起者）[4]
- 牟田口廉也[4]
- 遠藤三郎[4]
- 武藤章[4]
- 影佐禎昭[4]
- 富永恭次[4]
- 根本博[4]
- 和知鷹二
- 河辺虎四郎[4]
- 長勇[4]
- 小原重孝[4]
- 田中清[4]
- 田中弥[4]
- 天野勇
- 松村秀逸[4]
- 岩畔豪雄[4]
- 辻政信[4]

## 備考
一夕会との関係
桜会と同時期に存在した派閥として一夕会があった。ともに社会革新を目指していたが、一夕会は満洲の領有による、総力戦体制の構築のための資源の獲得を優先したのに対し、桜会は内地の改造を優先するという違いがあった。そのため、満洲事変と連動して十月事件を計画したのであるが、当の石原莞爾は、内地の政情が混乱した場合は満洲事変の遂行に影響が出ることから、桜会のクーデターには反対の立場であった。結局、両者の間の連携は最後まで取れないまま、桜会は壊滅する。
そのあと陸軍内の派遣を握った一夕会は、引き続き政府内での社会革新を目指す統制派と、クーデターによる天皇親政を目指す皇道派に分裂し、後者が事実上桜会の跡を継ぐ形になったが、皇道派も二・二六事件でクーデターに失敗して壊滅し、結局日本においては軍事クーデターは一度も成功することはなかった。

## 関連文献
- 岩井秀一郎『永田鉄山と昭和陸軍』祥伝社、東京都千代田区〈祥伝社新書〉、2019年7月10日。ISBN 978-4-396-11575-3。
- 宇野俊一ほか編 『日本全史（ジャパン・クロニック）』 講談社、1991年、1050頁。ISBN 4-06-203994-X。
- 緒方貞子『満州事変――政策の形成過程』岩波書店、東京都千代田区〈岩波現代文庫〉、2011年8月18日。ISBN 978-4-00-600252-7。
- 学習研究社『歴史群像』2007年6月号 No.83　p176~p183
- 田中健之　「国家改造を企図した幻のクーデター計画 桜会と三月事件」
- 戸部良一『日本陸軍と中国』
- 中野雅夫『橋本大佐の手記』
- 升味準之輔『日本政治史 3 政党の凋落、総力戦体制』東京大学出版会、東京都文京区、1988年7月8日。ISBN 4-13-033043-8。